# Державний кордон Таїланду

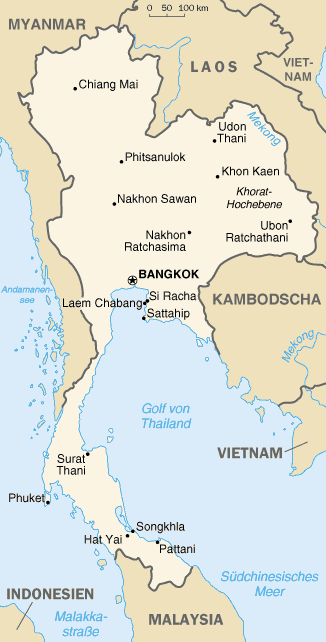
Карта Таїланду

Державний кордон Таїланду — державний кордон, лінія на поверхні Землі та вертикальна поверхня, що проходить по цій лінії, що визначають межі державного суверенітету Таїланду над власними територією, водами, природними ресурсами в них і повітряним простором над ними.

## Сухопутний кордон
Загальна довжина кордону — 5673 км. Таїланд межує з 4 державами. Уся територія країни суцільна, тобто анклавів чи ексклавів не існує.
Ділянки державного кордону
| Держава  | Ділянка        | Довжина (км) | Прикордонні регіони | Примітки |
| -------- | -------------- | ------------ | ------------------- | -------- |
| М'янма   | захід          | 2416         |                     |          |
| Камбоджа | південний схід | 817          |                     |          |
| Лаос     | північ, схід   | 1845         |                     |          |
| Малайзія | південь        | 595          |                     |          |

## Морські кордони
Таїланд на південному сході омивається водами Сіамської (Тайської) затоки Тихого океану; на південному заході — Андаманського моря Індійського океану. Загальна довжина морського узбережжя 3219 км. Згідно з Конвенцією Організації Об'єднаних Націй з морського права (UNCLOS) 1982 року, протяжність територіальних вод країни встановлено в 12 морських миль (22,2 км). Виключна економічна зона встановлена на відстань 200 морських миль (370,4 км) від узбережжя. Континентальний шельф — до глибин 200 м.